# Sofia Lesaffre
Pour les articles homonymes, voir Lesaffre.
Sofia Lesaffre, née le 1er avril 1997, est une actrice française.

## Biographie
Sofia Lesaffre fait sa première apparition au cinéma en 2010 dans Les Mythos de Denis Thybaud. Elle figure ensuite au casting du film Les Trois Frères : Le Retour réalisé par Didier Bourdon et Bernard Campan en 2014. En 2015, elle fait partie, pour ce rôle, de la présélection « Révélation » au César du meilleur espoir féminin. La même année, elle interprète la fille de Rachida dans Nous trois ou rien de Kheiron. En 2016, on la retrouve dans Le ciel attendra de Marie-Castille Mention-Schaar puis elle tient l'un des rôles principaux dans La Nuit rebelle de Michel Léviant. Elle décroche ensuite le rôle principal féminin de l'adaptation de bande dessinée Seuls, réalisée par David Moreau.
En 2018, on la retrouve dans le rôle d'Amel du film belge Pour vivre heureux, plusieurs fois primé et réalisé par Salima Sarah Glamine et Dimitri Linder. Elle y tient le rôle principal aux côtés de Pascal Elbé et d'acteurs pakistanais non professionnels. Elle interprète ensuite en jeune lycéenne en 2018 interpellée par Alexis Manenti, dans Les Misérables de Ladj Ly. En 2019 elle est la fille malentendante de Sami Bouajila dans le thriller La Terre et le Sang, réalisé par Julien Leclercq. La même année on la retrouve dans Une histoire d'amour et de désir de Leyla Bouzid.
Début 2020, elle interprète une jeune policière dans le film réalisé par Frédéric Videau, Selon la Police, aux côtes de Laetitia Casta, Simon Abkarian et Alban Lenoir. Dès la rentrée 2020, elle enchaîne Saint Habib, comédie franco-belge de Benoît Mariage, aux côtes de Catherine Deneuve et Bastien Ughetto.

## Filmographie

### Cinéma

#### Longs métrages
- 2010 : Les Mythos de Denis Thybaud : Salima
- 2014 : Les Trois Frères : Le Retour de Didier Bourdon, Bernard Campan et Pascal Légitimus : Sarah Latour, la fille de Bernard
- 2015 : Nous trois ou rien de Kheiron : La fille de Rachida
- 2016 : Le ciel attendra de Marie Castille Mention Schaar : Jamila
- 2016 : La Nuit rebelle de Michel Leviant : Samia
- 2017 : Seuls de David Moreau : Leïla
- 2018 : Pour vivre heureux de Salima Glamine et Dimitri Linder : Amel
- 2018 : Les Misérables de Ladj Ly :Aïcha, une lycéenne
- 2020 : La Terre et le Sang de Julien Leclercq : Sarah
- 2021 : Une histoire d'amour et de désir de Leyla Bouzid : Malika
- 2022 : Selon la police de Frédéric Videau : Zineb
- 2022 : Revoir Paris de Alice Winocour : Nour
- 2022 : Deep Fear de Grégory Beghin : Sonia
- 2022 : Habib, la grande aventure de Benoît Mariage : Nadia
- 2023 : Vermines de Sébastien Vaniček : Lila
- 2024 : Pendant ce temps sur Terre de Jérémy Clapin : Audrey

#### Courts métrages
- 2013 : Amira, d'Isabelle Mayor
- 2011 : Dalila, de Julian Vogel
- 2020 : Collocalia de Sam Pinto[1],[2]

### Télévision
- 2006 : Les Tricheurs de Claude Scasso Avec Pascal Legitimus
- 2014 : Zarma de Khaled Amara
- 2016 : Ne m'abandonne pas de Xavier Duringer
- 2021 : Braqueurs de Julien Leclercq
- 2022 : Narvalo de Matthieu Longatte
- 2024 : Homejacking (mini-série de 6 épisodes sur OCS) de Hervé Hadmar[3]

## Distinctions
- César 2015 : présélection « Révélation » au César du meilleur espoir féminin pour Les Trois Frères : Le Retour